# Marija Primačenko
Marija Oksentijivna Primačenko   (ukrajinsko Марія Оксентіївна Примаченко), ukrajinska slikarka ljudske umetnosti, * 12. januar 1909 [J.K. 30. december 1908], Bolotnja, Kijevska gubernija, Ruski imperij (sedaj Ukrajina), † 18. avgust 1997, Bolotnja, Kijevska oblast, Ukrajina.
Marija Primačenko je bila umetnica samouk, ki se je ukvarjala s slikarstvom, vezenjem in keramiko.
Leta 1966 je Primačenkova prejela Nacionalno nagrado Ukrajine Taras Ševčenko. Organizacija Združenih narodov za izobraževanje, znanost in kulturo (UNESCO) je razglasila, da je bilo leto 2009 leto Primačenkove. Po njej sta poimenovana ulica v Kijevu in planetoid. Pablo Picasso je nekoč po obisku Primačenkovine razstave v Parizu je dejal, da se »priklanja pred umetniškim čudežem te briljantne Ukrajinke«

## Osebno življenje
Marija se je rodila v kmečki družini in je večino svojega življenja preživela v vasi Bolotnja v bližini Ivankova, ki se nahaja le 30 km od Černobila. Štiri leta je obiskovala šolo, ko je zbolela za otroško paralizo, zaradi česar je imela telesno okvaro, kar je vplivalo na njeno življenje in umetnost. Svoje prve umetniške poskuse je opisala v poznejšem življenju: »Nekoč sem kot mlado dekle skrbela za gosi. Ko sem prišla z njimi na peščeno plažo, na bregu reke, sem po prečkanju polja, posejanega z divjim cvetjem, s palico na pesek začela risati prave in namišljene rože... Kasneje sem se odločila, da poslikam stene moje hiše z naravnimi pigmenti. Po tem nisem nikoli nehala risati in slikati."
V otroštvu jo je njena mama učila vezenja, v poznih dvajsetih ali zgodnjih tridesetih letih dvajsetega stoletja pa je bila članica Zadružne zveze za vezenje Ivankov. Njen talent je prepoznala umetnica Tetiana Floru, ki je Primačenkovo leta 1935 povabila k delu v Eksperimentalni delavnici Kijevskega muzeja ukrajinske umetnosti.
Primačenkova je v Kijevu prestala dve operaciji, ki sta ji omogočili, da je lahko stala brez pomoči. Tam je spoznala tudi svojega partnerja Vasila Marinčuka. Marca 1941 je v Kijevu rodil njun sin Fedir Primačenko. Z Marinčukom se nista imela časa poročiti, preden je šel v vojno od koder se ni vrnil, umrl je na Finskem. Primačenkinega brata so ubili nacisti. Vrnila se je v Ivankov in delala na kolektivni kmetiji. Fedir je postal tudi ljudski umetnik in mojster naivnosti; umrl je leta 2008. Umetnika sta postala tudi vnuka Primačenkove Petro in Ivan. 

## Kariera
Leta 1936 je sodelovala prvi republiški razstavi ljudske umetnosti v Kijevu, ki je nato potovala še v Moskvo, Leningrad in Varšavo. Leta 1937 so njena dela razstavili na mednarodni razstavi v Parizu, kjer je prejela zlato medaljo.
Primačenkina dela so navdihnila ukrajinska in zlasti poleska ljudska tradicija. Vključujejo vpogled v naravni svet in pravljice. V tridesetih letih dvajsetega stoletja je iz vezenja prešla v slikarstvo, njena dela iz tega obdobja pa so naslikana na bela ozadje. Njena drzna in ekspresivna linija se je razvijala in na nove načine je kombinirala tradicionalne ukrajinske motive.
V šestdesetih in osemdesetih letih dvajsetega stoletja se je njen slog še naprej razvijal, slike so imele vse bolj živahno barvno paleto in novo izbiro svetlih ozadij za njena dela. V tem času je iz tehnike akvarel prešla na tehniko gvaš. V sedemdesetih letih dvajsetega stoletja je Primačenkova začela na hrbtno stran svojih platen vključevati drobna besedila v obliki pesmi ali želja in ta so postala sestavni del njenega ustvarjanja.

## Nagrade in priznanja
Leta 1966 je Primačenkova prejela sovjetsko Državno nagrado Taras Ševčenko. UNESCO je ob njeni stoti obletnici rojstva leto 2009 razglasil za leto Marije Primačenko. Istega leta so v Kijevu v njeno čast preimenovali bulevar Lihačova.
Pablo Picasso je nekoč po obisku Primačenkine razstave v Parizu dejal: "Priklonim se umetniškemu čudežu te briljantne Ukrajinke."

## Zapuščina
Primčenkine kompozicije so bile razstavljene po vsej nekdanji Sovjetski zvezi, Ukrajini in drugih državah, vključno s Poljsko, Bolgarijo, Francijo in Kanado. Njeni albumi so bili izdani širom po vsem svetu. Njeno sliko Podgana na potovanju je znana finska oblikovalka Kristina Isola vgradila v zasnovo tkanine Folks in the Woods, ki jo je Finnair uporabil tudi za dekoracijo letal. Njeno delo je uporabljeno tudi na Ukrajinskih znamkah in kovancih.
Leta 1998 je Klim Čurjumov v njeno čast poimenoval planetoid (142624) Primačenko 
Več kot 650 Primačenkinih del se nahaja v zbirki Nacionalnega muzeja ljudske dekorativne umetnosti v Kijevu.

## Izguba del
Zgodovinski in krajevni muzej Ivankiv, kjer se je nahajalo več Primačenkinih del, je bil med rusko invazijo na Ukrajino leta 2022 požgan, pri čemer naj bi izgubili 25 njenih del. Glede na objavo novinarke Tanje Gončarove na družbenih omrežjih, so lokalni ljudje rešili nekaj Primačenkinih del pred ognjem. Glede na intervju s Primačenkino pravnukinjo, Anastazijo Primačenko, v The Timesu, je deset njenih del rešil domačin, ki je vstopil v goreči muzej.